# Carstvo Gana
Carstvo Gana (Ghana) ili Carstvo Wagadou bila je država koja je postojala na području današnje jugoistočne Mauritanije i zapadnog Malija u posljednjoj četvrtini 1. i prvoj četvrtini 2. tisućljeća.
O njenom nastanku nema pouzdanih izvora, iako postoje brojne legende i nacionalni mitovi, obično vezani uz porodicu proroka Muhameda. Prvi povjesničar koji spominje njeno postojanje je perzijski pisac al-Khwarizmi iz 9. st., a nešto detaljniji opis je dao arapski povjesničar Al-Bakri u 11. st. Prema njemu je Gana bila moćna, bogata i razvijena država, čije se stanovništvo zahvaljujući transsaharskoj trgovini postupno preobraćalo na islam. Točan datum nestanka države također nije poznat, ali je njeno područje oko 1400. kontroliralo Carstvo Mali.
Po njemu je ime dobila suvremena država Gana.

## Vladari Awkara
- Kralj Kaja Maja  : oko 350.
- 21 kralj, nepoznata imena oko 350- 622
- 21 kraj, nepoznata imena 622- 790
- Krlaj Reidja Akba : 1400-1415

### Soninke vladari; "Ghane" iz dinastije Cisse
- Majan Dyabe Cisse:  oko 790
- Bassi: 1040- 1062

### Vladari za vrijeme okupacije Kaniaga
- Soumaba Cisse kao vazal Soumaoroa: 1203-1235

### Ghane tributarne države Wagadou
- Soumaba Cisse kao saveznik Sundjata Keite: 1235-1240

## Vanjske poveznice
- African Kingdoms | Ghana
- Empires of west Sudan
- Kingdom of Ghana, Primary Source Documents